# Liste des orgues du Limousin protégés aux monuments historiques
Cet article recense les orgues protégés aux monuments historiques en Limousin, France.

## Liste
| Orgue                                 | Département  | Commune            | Édifice                                                         | Référence                                                                 | Année     | Protection | Illus. |
| ------------------------------------- | ------------ | ------------------ | --------------------------------------------------------------- | ------------------------------------------------------------------------- | --------- | ---------- | ------ |
| Orgue de tribune partie instrumentale | Corrèze      | Brive-la-Gaillarde | Collégiale Saint-Martin de Brive                                | « PM19001368 », notice no PM19001368 « PM19000076 », notice no PM19000076 | 1976      | Classé     |        |
| Orgue de tribune partie instrumentale | Corrèze      | Tulle              | Cathédrale Notre-Dame de Tulle                                  | « PM19001369 », notice no PM19001369 « PM19000443 », notice no PM19000443 | 1972      | Classé     |        |
| Orgue de tribune partie instrumentale | Corrèze      | Ussel              | Église Saint-Martin d'Ussel                                     | « PM19000665 », notice no PM19000665 « PM19000465 », notice no PM19000465 | 1970 1973 | Classé     |        |
| Orgue de tribune buffet               | Corrèze      | Ussel              | Église Saint-Martin d'Ussel                                     | « PM19000464 », notice no PM19000464                                      | 1970      | Classé     |        |
| Orgue de tribune partie instrumentale | Creuse       | Bourganeuf         | Église Saint-Jean-Baptiste de Bourganeuf                        | « PM23001067 », notice no PM23001067 « PM23000034 », notice no PM23000034 | 1982      | Classé     |        |
| Orgue de tribune partie instrumentale | Creuse       | Felletin           | Église Sainte-Valérie du Moutier de Felletin                    | « PM23001068 », notice no PM23001068 « PM23000075 », notice no PM23000075 | 1980      | Classé     |        |
| Orgue de tribune partie instrumentale | Creuse       | La Souterraine     | Chapelle du couvent des sœurs du Sauveur et de la Sainte-Vierge | « PM23001069 », notice no PM23001069 « PM23000207 », notice no PM23000207 | 1991      | Classé     |        |
| Orgue de tribune partie instrumentale | Creuse       | Vallière           | Église Saint-Martin de Vallière                                 | « PM23001070 », notice no PM23001070 « PM23000203 », notice no PM23000203 | 1981      | Classé     |        |
| Orgue de tribune partie instrumentale | Haute-Vienne | Bellac             | Église de l'Assomption-de-la-Très-Sainte-Vierge de Bellac       | « PM87001700 », notice no PM87001700 « PM87000465 », notice no PM87000465 | 1991      | Classé     |        |
| Orgue de chœur partie instrumentale   | Haute-Vienne | Le Dorat           | Collégiale Saint-Pierre-ès-Liens du Dorat                       | « PM87001701 », notice no PM87001701 « PM87000090 », notice no PM87000090 | 1978      | Classé     |        |
| Orgue de tribune buffet               | Haute-Vienne | Eymoutiers         | Collégiale Saint-Étienne d'Eymoutiers                           | « PM87000951 », notice no PM87000951 « PM87001702 », notice no PM87001702 | 1980      | Inscrit    |        |
| Orgue de chœur partie instrumentale   | Haute-Vienne | Limoges            | Cathédrale Saint-Étienne de Limoges                             | « PM87001703 », notice no PM87001703 « PM87000466 », notice no PM87000466 | 1991      | Classé     |        |
| Orgue de tribune partie instrumentale | Haute-Vienne | Limoges            | Église de la Présentation-de-la-Très-Sainte-Vierge de Limoges   | « PM87001704 », notice no PM87001704 « PM87000450 », notice no PM87000450 | 1990      | Classé     |        |
| Orgue de chœur partie instrumentale   | Haute-Vienne | Solignac           | Église Saint-Pierre de Solignac                                 | « PM87001705 », notice no PM87001705 « PM87000407 », notice no PM87000407 | 1982      | Classé     |        |
| Orgue de salon partie instrumentale   | Haute-Vienne | Villefavard        | Temple de Villefavard                                           | « PM87001706 », notice no PM87001706 « PM87000597 », notice no PM87000597 | 1994      | Classé     |        |